# エルハナン・ヘルプマン
エルハナン・ヘルプマン（ヘブライ語: אלחנן הלפמן、ラテン文字転写: Elhanan Helpman、1946年3月30日 - ）は、イスラエルの経済学者。ハーヴァード大学教授。専門は、国際貿易論、経済成長論、政治経済学。キルギス・ソビエト社会主義共和国・ジャララバード生まれ。

## 著書

### 単著
- The Mystery of Economic Growth, (Belknap Press of Harvard University Press, 2004).

大住圭介 、池下研一郎 、野田英雄 、伊ヶ崎大理訳『経済成長のミステリー』（九州大学出版会, 2009年）
- Understanding Global Trade, (Belknap Press of Harvard University Press, 2011).

本多光雄 、井尻直彦 、前野高章 、羽田翔訳『グローバル貿易の針路をよむ』（文眞堂, 2012年）

### 共著
- Market Structure and Foreign Trade, with Paul Krugman, (MIT Press, 1985).

大山道広監訳『現代の貿易政策――国際不完全競争の理論』（東洋経済新報社, 1992年）
- Innovation and Growth in the Global Economy, with Gene M. Grossman, (MIT Press, 1991).

大住圭介監訳『イノベーションと内生的経済成長――グローバル経済における理論分析』（創文社, 1998年）
- Special Interest Politics, with Gene M. Grossman, (MIT Press, 2001).
- Interest Groups and Trade Policy, with Gene M. Grossman, (Princeton University Press, 2002).